# 피어링
피어링(영어: Peering)은 인터넷 서비스 제공자끼리 서로 네트워크를 연결하고 트래픽을 교환하는 것을 의미한다. 피어링을 위해서는 각각의 네트워크가 연결되어 있어야 하고 BGP를 통한 라우팅 정보의 교환과 네트워크간의 합의가 필요하다.

## 같이 보기
- 망 중립성
- 자율 시스템
- 인터넷 익스체인지 포인트